# آراف سیماس
آراِف سیماس یک فناوری مدار مجتمع با اکسید فلز- نیم‌رسانا (MOS) است که فرکانس رادیویی (RF)، الکترونیک آنالوگ و دیجیتال را بر روی تراشه مدار آراف سیماس (MOS مکمل) با سیگنال ترکیب‌شده، ادغام می‌کند. به‌طور گسترده‌ای در مخابرات بی‌سیم مدرن مانند شبکه‌های سلولی، بلوتوث، وای-فای، گیرنده‌های جی‌پی‌اس، پخش همگانی، سامانه‌های مخابرات خودرویی و گیرنده‌های رادیویی در تمام تلفن‌های همراه نوین و دستگاه‌های شبکه‌سازی بی‌سیم استفاده می‌شود. فناوری آراف سیماس به پیشگامی مهندس پاکستانی اسد علی ادیبی در یوسی‌ال‌ای در اواخر دهه ۱۹۸۰ تا اوایل دهه ۱۹۹۰ بود و با معرفی پردازش سیگنال دیجیتال در مخابرات بی‌سیم به ایجاد انقلاب مخابرات بی‌سیم کمک کرد. توسعه و طراحی دستگاه‌های آراف سیماس با استفاده از مدل نویز آراف فت ون در زیل امکان‌پذیر شد. در اوایل دهه ۱۹۶۰ منتشر شد و تا دهه ۱۹۹۰ بیشتر فراموش شده بود.

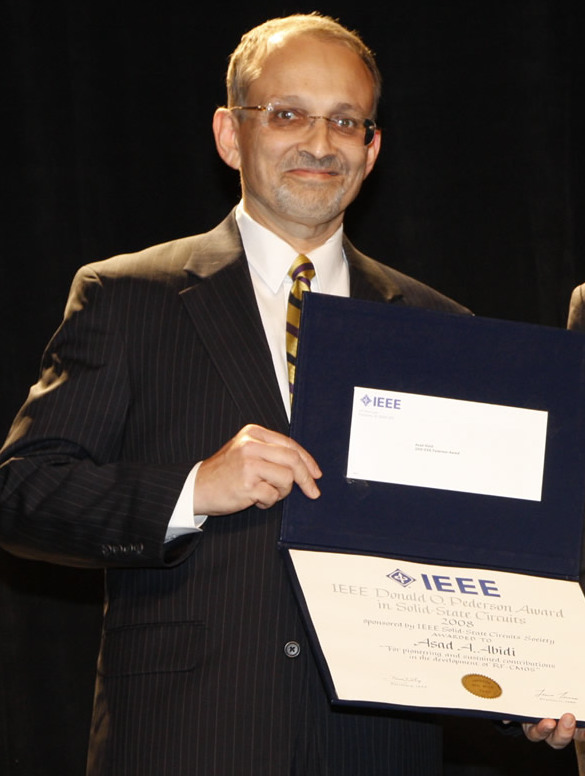
اسد علی آدیبی در اواخر دهه ۱۹۸۰ تا اوایل دهه ۱۹۹۰ فناوری آراف سیماس را در یوسی‌ال‌ای توسعه داد.